# دختری را بوسیدم
«دختری را بوسیدم» (به انگلیسی: I Kissed a Girl) یک تک‌آهنگ از کیتی پری است که در سال ۲۰۰۸ میلادی منتشر شد. این تک‌آهنگ در آلبوم یکی از پسرها قرار داشت.
این تک‌آهنگ در چارت‌های ایتالیا، ایرلند، نروژ، استرالیا، آلمان، دانمارک، سوئد، فلاندرز، سوئیس، نیوزلند، اتریش، بریتانیا، در رتبه اول و در چارت‌های والونیا، فرانسه،فنلاند جزو ده ترانه اول قرار گرفت.
همچنین این آهنگ در آمریکا بیش از ۴ میلیون نسخه به فروش رفت و در همین کشور ۵ نشان پلاتینیوم دریافت کرد.